# Саянтуй
Саянтуй (рос. Саянтуй) — станція Улан-Уденського регіону Східносибірської залізниці Росії, розташована на дільниці Заудинський — Наушки між станціями Медведчиково (відстань — 14 км) і Шалути (10 км). Відстань до ст. Заудинський — 28 км, до державного кордону — 225 км.